# 安国 (明朝收藏家)
安国（1481年—1534年），字民泰，号桂坡。常州府无锡县人，明朝出版家、发明家、商人、文玩字画收藏家、鉴赏家。安国虽出身地主家庭，因“性资警敏，多谋韬略”而迅速积累财富并成为明朝最富有的人之一，人称“安百万”。在文物收藏界名声斐然。安国对中国古代活字印刷出版事业有巨大贡献，同时对中国古典文献的传承和发展起到了重要作用。

## 生平
明成化十七年（1481年）十月二十六日，安国生于常州府无锡胶山堠村（今属江苏省无锡市锡山区安镇）。因安国酷爱桂花且在山坡遍植桂花树，延袤二里余，而号桂坡，自题住所为桂坡馆。成为江南富豪后的安国乐善好施，积极参与地方事务，曾资助抗倭、兴办水利事业、开掘山庄河以及参与出资修缮常州府城墙等。安国读书、著书、藏书，对书情有独钟，他的最大贡献是用铜活字印书。此外，安国也喜欢购买、收藏古书名画，以至充栋，曾说“积金诲愚，积书诲明”，并“铸活字铜板，印诸秘书，以广其传”。他收藏的三种北宋拓本，是目前传世的最古版本，在中国书法史和文学史上都有很重要的地位。

### 致富之谜
安国以其从父亲手上继承的2000亩土地为基础，迅速积累财富并成为富可敌国的明朝豪商巨贾，其致富方法一直以来都是明史学家的讨论热点。

### 铜活字印刷

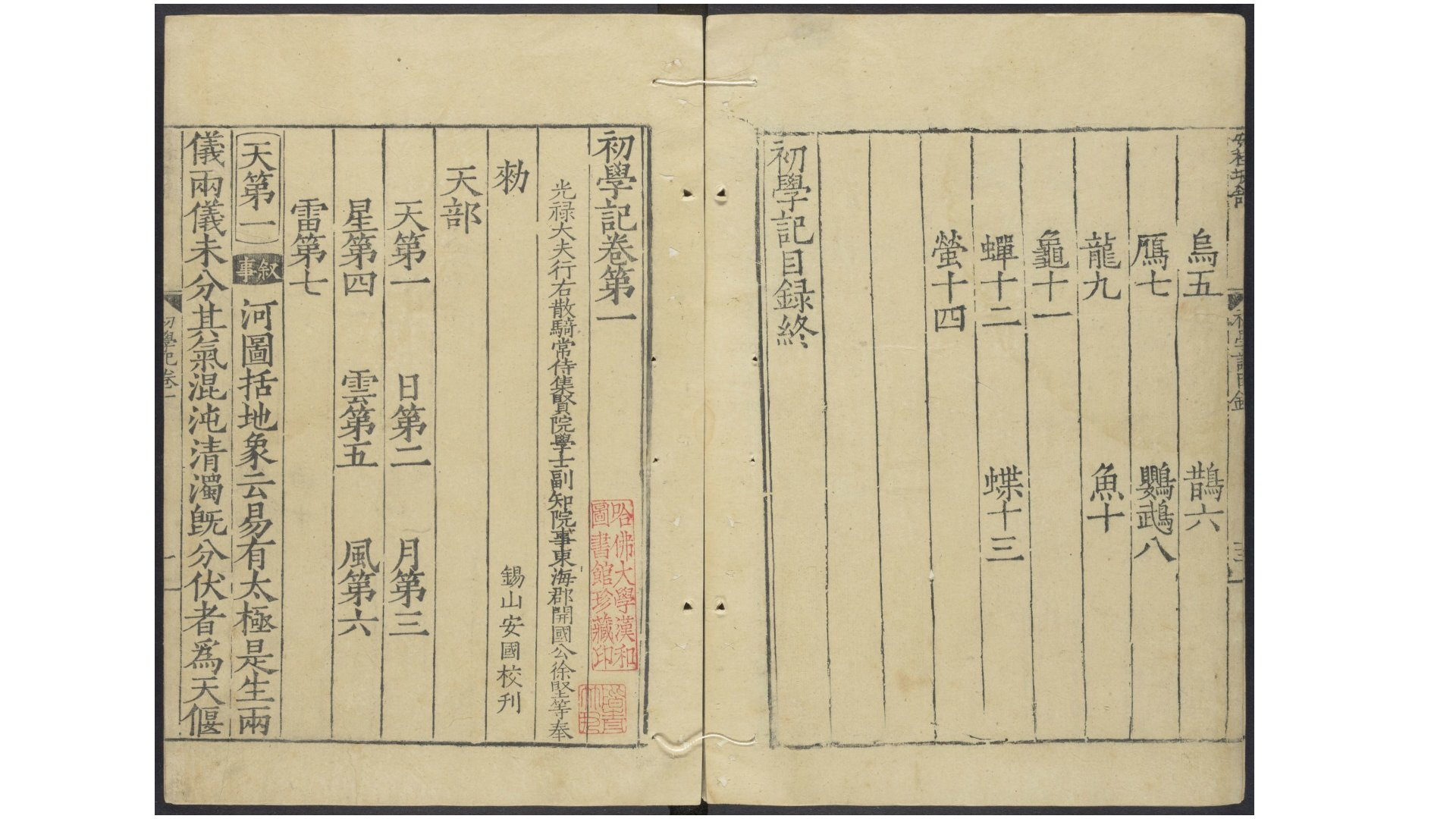
《初学记·卷第一》锡山安国校刊
（藏于哈佛大学图书馆）

安国制造铜活字印书晚于无锡华氏“会通馆”，明朝《常州府志》和《无锡县志》都有相关记载。安氏“桂坡馆”铜活字印刷约开始于正德七年（1512年），安国用铜活字排印的第一部书，是当时南京吏部尚书廖纪负责编修的《东光县志》六卷，于正德十六年（1521年）全部印成，这是中国历史上最早用铜活字印刷的地方（该版本未能流传至今）。安国自嘉靖二年(1523年)开始，用铜活宇印刷大量书籍，所印书有《颜鲁公集》、《雍录》、《初学记》、《吴中水利通志》、《重校鹤山先生大全文集》、《石田诗选》、《春秋繁露》等10余种书籍，书上均印有“桂坡馆”或“锡山安国”等字样。因“桂坡馆”所刊印书籍校勘精细，印刷质量高，世人多珍之如宋版。安国印书虽多用铜字，但仍有木刻本，如沈周所撰写的《石田诗选》（正德年间版本）及施仁所撰写的《左粹类纂》。

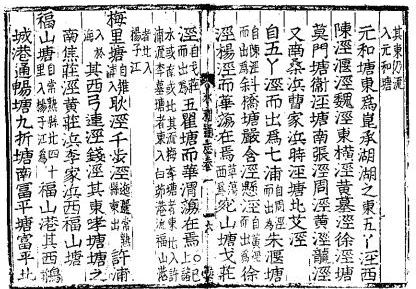
安国桂坡馆刊铜活字本
《吴中水利通志》书影
（藏于北京图书馆）

### 献策抗倭
吕柟、湛若水和秦金等人都曾记录安国向伍文定献策平倭之事。嘉靖四年（1525年），海寇肆虐祸害百姓，伍文定奉旨出兵平倭，听闻安国足智多谋，于是召其商议讨贼之策。伍文定原本打算直捣倭寇巢穴，而安国却认为倭寇常年在海上驰骋，出没于惊涛骇浪之间仍然如履平地，明军若是贸然出击，必然损失惨重有去无回，“莫若以贼攻贼，诱执其渠魁耳。”伍文定听取了安国的建议，果然大破倭寇。事后伍文定将此事奏报朝廷后，安国获赐银牌。

### 逝世
明世宗嘉靖十三年（1534年），安国病逝，终年53岁。

## 身后
安国病逝后翌年葬入安国墓。安国虽未应科举，亦未做官，仍被嘉靖皇帝“诰赠”奉直大夫、南京户部员外郎的虚衔，并由严嵩、王廷相、湛若水、呂柟、秦金、海瑞等多位当朝重臣和名家为其撰写墓志铭。明代万历以后各代无锡地方志将他生平收入《行义传》。

## 轶事
- 据明朝史学家王世贞所撰写的《弇州史料·后集》记载，明朝权臣内阁首辅大臣严嵩之子严世蕃曾在家宴请宾客，席间细数天下富豪共十七家，其中提及“安国过五十万”。[24]
- 严嵩曾为安国的居室楠木厅亲笔书写“罨画楼”匾额。[25]
- 唐伯虎之《虚亭岸帻图》是为记录与安国的友谊而作。图景以安国之私家园林私宅“西林”为蓝本。画卷中央虚亭中穿红衣戴官帽伫望桥上儒生者即为安国。[26]
- 嘉靖十一年(1532年)，安国曾出游浙江一带，往返共历时两个多月，随行队伍中亦有明朝著名画家谢时臣。游览之后谢时臣作画《浙省奇观》赠与安国。该画卷于中国嘉德2013秋拍“大观—中国书画珍品之夜”专场以1500万人民币的价格成交。[27][28]

## 家族
安国之子安如山、孙安希范，以及曾孙安广居先后考中进士。安如山为嘉靖八年己丑科进士，官至四川按察司僉事。安希范为万历十四年丙戌科进士。安希范之子、安国之曾孙安广居为崇祯十六年癸未科副榜进士。因安氏祖孫三代均爲進士，其后世子孙获许在家中厅堂高悬匾额“世进士第”，以彰显此荣耀。

## 墓葬
安国墓位于江苏省无锡市锡山区胶山翠屏峰北麓，背山面北，始建于明朝嘉靖年间。1966年，毁于“文化大革命” 。2003年6月2日，历经风雨后安国墓前仅存的神道与一对青石马以“安国墓前神道石马”的名称由无锡市人民政府公布为第四批无锡市文物保护单位。

## 私家园林

### 初建
安国发迹后致力于筹建宅第庄园，早年建有嘉荫园、菊乐园，“极亭池竹石之胜”，常常“吟啸其中”。之后安国祖孙几代在此基础上不断添建扩充，逐渐形成了以“天全堂”为中心的住宅建筑，和以“西林”为中心的别墅园林。据文献记载，无锡安氏有“西林”、“东林”和“南林”共三处私家园林。明朝著名文学家王世贞曾撰《西林记》以记其胜，并誉其为“两百年来东南一名区也”。明末清初的文人墨客多曾受邀到此游览，唐寅、文征明等人亦曾到访，无不感叹其景致之精巧和规模之庞大。晚明吴门画派名家张复曾作画《西林园景图册》（现藏于无锡博物院）来记录西林内的三十二处景观风貌。历经明清两朝四百多年风雨，直至民国时，西林内仍有部分景观幸存了下来，并留有堂屋5间，但在抗战时期全部毁于战火。
|  |  |  |  |

### 重建
2018年，无锡市政府相关部门开始筹划重建“西林”，并将其纳入“无锡翠屏山旅游度假区总体规划”当中。重建后的西林园位于无锡锡东胶山南麓，东靠润锡北路，西邻牛腿山，南靠胶阳路，占地面积约10公顷，是一座江南传统园林风格的纪念性园林。

## 知名藏品

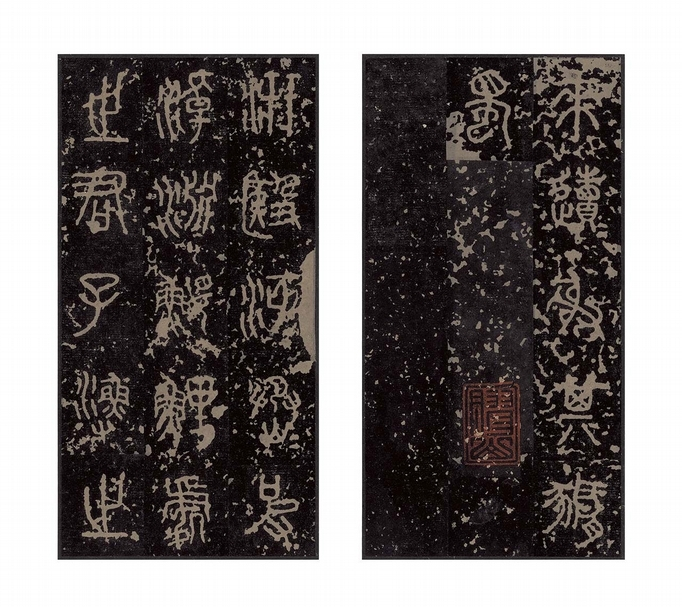
明朝安國「十鼓齋」收藏宋拓《石鼓文》

安国曾收藏过的部分中国古代书画作品和现收藏地如下：
- 《二謝帖》.晉.王羲之，現藏於日本宮內廳三之丸尚藏館
- 《女史箴圖》.晉.顧愷之，現藏於英國大英博物館
- 《勘书图》.五代十国.王齐翰，现藏于南京大学[43]
- 《先鋒》、《中權》、《後勁》（石鼓拓片）.宋.[44]
- 《七絕詩》（行书）.宋.趙構
- 《濠梁秋水图》.宋.李唐，現藏於天津博物館
- 《晉文公復國圖》.宋.李唐，現藏於美國大都會藝術博物館
- 《白描道君像图》，又名《黄庭经神像图》.宋.梁楷，現藏於上海博物館
- 《金明池爭標圖》.宋.張擇端，現藏於天津博物館[45]
- 《資治通鑒殘稿》.宋.司馬光，現藏於中国国家图书馆[46]
- 《太白山圖》.元.王蒙，現藏於遼寧省博物館
- 《歸田賦》.元.趙孟𫖯，現藏於天津博物館
- 《人騎圖》.元.趙孟𫖯，現藏於故宮博物院[47]